# 大盗賊 (テレビドラマ)
『大盗賊』（だいとうぞく）は、1974年7月6日から同年9月28日までフジテレビ系列にて毎週土曜日22時30分から23時25分に放映された丹波哲郎主演の連続テレビ時代劇。全13話。

## あらすじ
江戸で人気の浮世絵師・緑川（りょくせん、丹波哲郎）のもうひとつの顔は、上方を中心に荒らし回った「闇将軍」と呼ばれる大盗賊の頭目であった。ありとあらゆる包囲網を掻い潜り、江戸へたどり着いた彼は、夜桜のお時（松尾嘉代）や横笛のお町（野際陽子）、狐火の新吉（三ツ木清隆）らとともに、普段は髪結い等に姿を変えつつ、有事の際は北町奉行所同心・真崎左門（内田良平）らの追撃を交わしながら、庶民たちを泣かせる悪徳商人や権力者の屋敷に潜入。巨悪を成敗しつつ、まんまと大金を奪い去って行くのだった。

## 概要
当時、『キイハンター』や『アイフル大作戦』『バーディー大作戦』等と言った東映アクションドラマで人気のあった丹波哲郎が、女性に人気のある浮世絵師と、悪事の限りを尽くす権力者や悪徳商人を成敗しつつ、大金を奪い去る義賊の頭目と言う二つの顔を持つ男を演じた痛快アクション時代劇。普段は金持ちしか相手にしない浮世絵師から一転、綿密な調査と探索で、潜入する屋敷の間取りを調べあげた上で仲間たちとともに大名駕籠で乗り付け、白の宗十郎頭巾に赤い「三つ葉葵」の家紋入りの白い着流しに身を包み、太刀と脇差の二刀流で悪人どもを斬りまくる闇将軍役の丹波の豪快な殺陣もさる事ながら、松尾嘉代と野際陽子の美人女優二人による共演、また、闇将軍とは知らずに緑川らに接する型破り同心の真崎左門と緑川の掛け合いも、作品の魅力の一つとなった。

なお、本作を以て『大奥』から続いたフジテレビの土曜日22時台の時代劇枠は終了。枠自体は木曜日20時台へ移動し、『座頭市物語』を放送した。

## 放映データ
- 放映期間：1974年7月6日 - 同年9月28日
- 放映日時：毎週土曜日 22:30 - 23:25
- 話数：全13話

## キャスト
- 丹波哲郎：緑川 / 闇将軍
- 松尾嘉代：夜桜のお時(第1話～第2話、第4話ほか)
- 野際陽子：横笛のお町(第1話ほか)
- 三ツ木清隆：狐火の新吉(第1話～第5話ほか)
- 有吉ひとみ：お甲(第1話～第2話、第5話ほか)
- 久野四郎：辰五郎(第1話～第5話ほか)
- 伊東辰夫：同心(第1話～第2話ほか)
- 内田良平：真崎左門(第1話～第4話ほか)
- 高毬子：お文(第1話、第5話ほか)
- 三島新太郎：(第1話～第5話ほか)
- 原田君事：(第1話～第5話ほか)
- 大杉雄二：(第1話～第5話ほか)
- 小笠原剛：(第1話、第3話～第5話ほか)
- 北川陽一郎：(第1話、第4話ほか)
- 山口譲:(第2話ほか)

## スタッフ
- 企画：香取雍史、小林八郎
- プロデューサー：香取雍史、山崎勉、能村庸一
- 脚本：尾中洋一、服部一久、田上雄、村尾昭、桜井康裕、永井素夫、竹内一雄、和久田正明、竹内進、田坂啓
- 監督：小野田嘉幹、降旗康男、原田雄一、小俣尭、富永卓二、瀬川昌治
- 音楽：山倉たかし
- 助監督：小池要之助
- 殺陣：湯浅謙太郎
- 制作：国際放映 / 丹波プロダクション / フジテレビ

## 放映リスト
| 話数 | 初回放映日 （1974年） | サブタイトル        | 脚本              | 監督       | ゲスト |
| ---- | --------------------- | ------------------- | ----------------- | ---------- | --- |
| 1    | 7月6日                | 大江戸を盗め!       | 永井素夫 竹内進   | 小野田嘉幹 | 鮎川浩、東島祐子、東島邦子、石山克己、若尾義昭、加東三和、岩瀬ゆう子、田沢祐子、秦美恵子、美郷比呂子、三留洋子、平田昭彦                                       |
| 2    | 7月13日               | お茶壷を狙え!       | 田坂啓            | 瀬川昌治   | 人見きよし、梅津栄／白石奈緒美、相川圭子、八名信夫／東八郎／赤座美代子                                                                                         |
| 3    | 7月20日               | あぶく銭をさらえ!   | 永井素夫          | 富永卓二   | 佐々木剛／鷲尾真知子／山田禅二、野々浩介、福井哲也／山田吾一(特別出演)                                                                                         |
| 4    | 7月27日               | 外道を潰せ!         | 永井素夫          | 小野田嘉幹 | 江角英明／長谷川弘、根岸一正／辻伊万理、城恵美／花沢徳衛 |
| 5    | 8月3日                | 用心棒で稼げ!       | 服部一久          | 降旗康男   | 梶哲也、納谷悟朗、阪脩、二見忠男、和田文夫、沖順一郎、八代駿、辻村真人、沼波輝枝、沢りつお、山下啓介、倉口佳三、安原義人、林一夫、松下昌司、横山リエ、財津一郎 |
| 6    | 8月10日               | あの国を取れ!       | 田上雄            | 降旗康男   | 安藤昇、河村弘二、木下清 |
| 7    | 8月17日               | 忠治を罠にかけろ!   | 竹内進            | 原田雄一   | 深江章喜、福山象三、大前均 |
| 8    | 8月24日               | 金剛石に手を出すな! | 田上雄            | 富永卓二   | 鮎川いづみ、小鹿番、増田順司、高野真二、北城寿太郎 |
| 9    | 8月31日               | 同心を警護しろ!     | 服部一久          | 降旗康男   | 池田秀一、姫ゆり子、山岡徹也、浅野進治郎、中田博久 |
| 10   | 9月7日                | 涙で掟を守れ!       | 村尾昭 和久田正明 | 小野田嘉幹 | 原田清人、新克利、横森久、成瀬昌彦、山本清、増岡弘 |
| 11   | 9月14日               | 御時計返上!         | 桜井康裕          | 小野田嘉幹 | 鈴木瑞穂、江角英明 |
| 12   | 9月21日               | 鬼面をはがせ!       | 和久田正明        | 降旗康男   | 伊藤雄之助、鮎川浩 |
| 13   | 9月28日               | 大海原をめざせ!     | 尾中洋一          | 小俣堯     | 伊達三郎、山田吾一 |

## 関連サイト
- 大盗賊 - 時代劇専門チャンネルによる番組紹介

| フジテレビ 土曜22時台時代劇    | フジテレビ 土曜22時台時代劇           | フジテレビ 土曜22時台時代劇                   |
| 前番組                         | 番組名                                | 次番組                                        |
| ------------------------------ | ------------------------------------- | --------------------------------------------- |
| 八州犯科帳                     | 大盗賊                                | （廃枠）                                      |
| フジテレビ 土曜22:30 - 22:55枠 |                                       |                                               |
| 八州犯科帳 （22:30 - 23:25）   | 大盗賊                                | 土曜劇場 6羽のかもめ （22:00 - 22:55）        |
| フジテレビ 土曜22:55 - 23:00枠 |                                       |                                               |
| 八州犯科帳 （22:30 - 23:25）   | 大盗賊 【当番組までネットセールス枠】 | ミュージックサロン 【ここから関東ローカル枠】 |
| フジテレビ 土曜23:00 - 23:25枠 |                                       |                                               |
| 八州犯科帳 （22:30 - 23:25）   | 大盗賊                                | サウンドイン'74 （23:00 - 23:30）             |